# المملكة المتحدة واليورو
لم تسع المملكة المتحدة إلى اعتماد اليورو كعملة رسمية طوال مدة عضويتها في الاتحاد الأوروبي، وحصلت على استثناء عند إنشاء اليورو من خلال معاهدة ماستريخت في عام 1992، حيث لن يكون بنك إنجلترا عضوًا إلا في نظام البنوك المركزية الأوروبي.
أظهرت استطلاعات الرأي في المملكة المتحدة أن غالبية الشعب البريطاني عارضوا اعتماد اليورو؛ وفي استفتاء يونيو 2016، صوتت المملكة المتحدة لصالح الانسحاب من الاتحاد الأوروبي، مما جعل من المستحيل تقريباً تبني اليورو في المستقبل. في 31 يناير 2020، غادرت المملكة المتحدة الاتحاد الأوروبي.
على الرغم من أنها لم تكن عضوًا في منطقة اليورو، فإن اليورو يُستخدم في أكروتيري وديكيليا، كما أنه مقبول عموماً في جبل طارق وأيرلندا الشمالية. علاوة على ذلك، خلال عضويتها في الاتحاد الأوروبي، كانت لندن موطنًا لغالبية غرف المقاصة الخاصة باليورو.

## تاريخ

### التقارب والمعايير

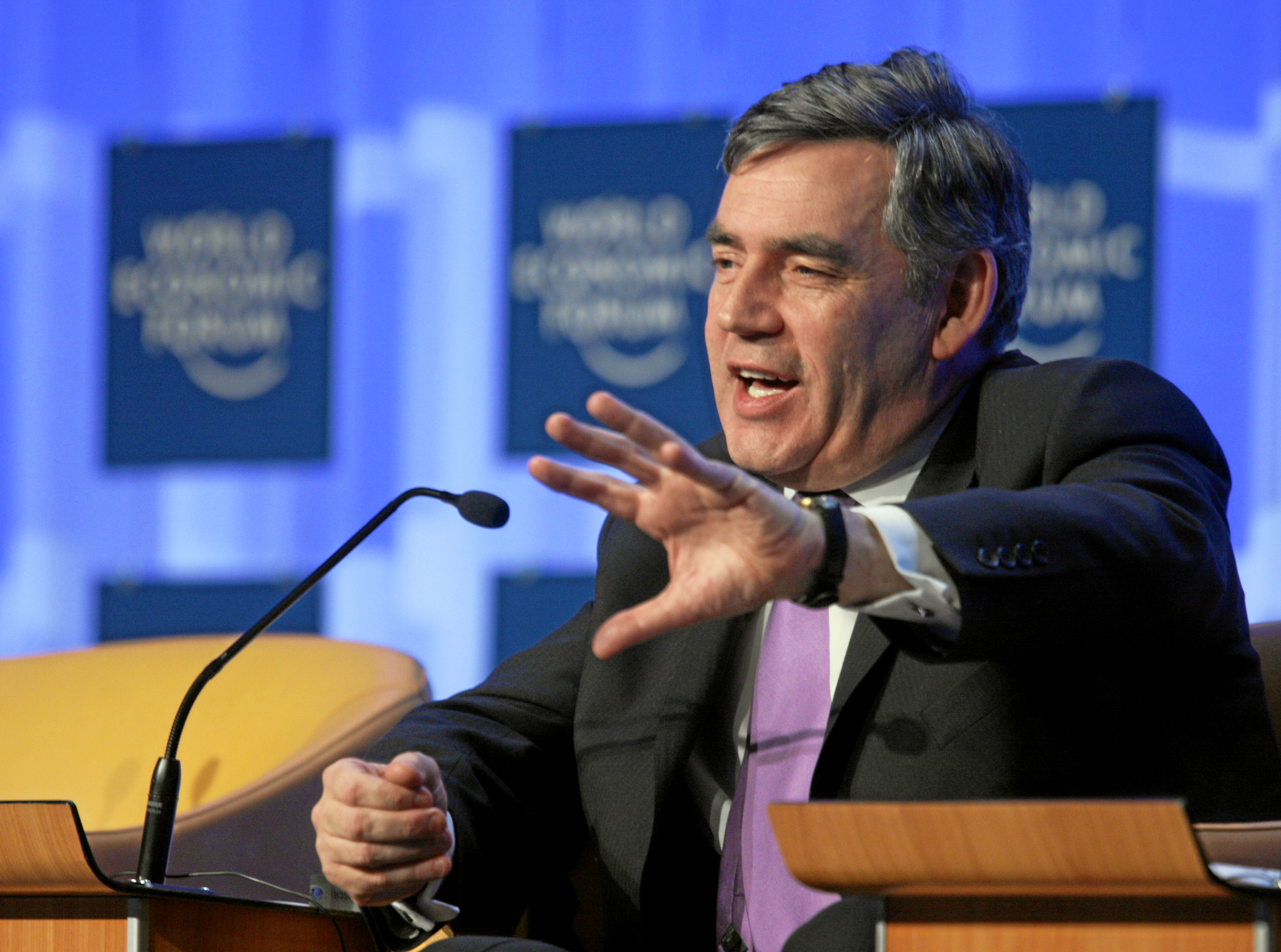
حدد جوردون براون " الاختبارات الاقتصادية الخمسة " التي يجب أن تجتازها المملكة المتحدة قبل أن تتبنى اليورو

انضمت المملكة المتحدة إلى آلية سعر الصرف الأوروبية، وهو شرط أساسي لاعتماد اليورو، في أكتوبر 1990. أنفقت المملكة المتحدة أكثر من 6 مليارات جنيه إسترليني في محاولة للحفاظ على الجنيه الإسترليني ضمن الحدود الضيقة التي حددتها آلية سعر الصرف الأوروبية، ولكنها اضطرت إلى الخروج من البرنامج في غضون عامين بعد أن تعرض الجنيه الإسترليني لضغوط كبيرة من المضاربين على العملة. وقد أطلق على الانهيار الذي حدث في السادس عشر من سبتمبر 1992 فيما بعد اسم "الأربعاء الأسود". وخلال مفاوضات معاهدة ماستريخت لعام 1992، حصلت المملكة المتحدة على استثناء لعدم تبني اليورو.
أعلنت حكومة رئيس الوزراء توني بلير أن "خمسة اختبارات اقتصادية" يجب أن يتم تجاوزها قبل أن تتمكن الحكومة من التوصية بانضمام المملكة المتحدة إلى اليورو، ووعدت بإجراء استفتاء على العضوية إذا تم اجتياز هذه الاختبارات الاقتصادية الخمسة. لقد قامت وزارة الخزانة البريطانية بتقييم الاختبارات الاقتصادية الخمسة لأول مرة في أكتوبر 1997، عندما تقرر أن اقتصاد المملكة المتحدة لا يتقارب بدرجة كافية مع اقتصاد بقية دول الاتحاد الأوروبي، ولا يتمتع بالمرونة الكافية لتبرير التوصية بعضوية الاتحاد في ذلك الوقت. وفي 9 يونيو 2003، نشر جوردون براون، وزير الخزانة حينها تقييماً آخر. ورغم الحفاظ على وجهة نظر الحكومة الإيجابية بشأن اليورو، فإن التقرير يعارض العضوية لأن أربعة من الاختبارات الخمسة لم يتم اجتيازها. ومع ذلك أشارت الوثيقة الصادرة عام 2003 أيضاً إلى التقدم الكبير الذي أحرزته المملكة المتحدة نحو تلبية الاختبارات الخمسة منذ عام 1997، وإلى ضرورة اتخاذ قرارات سياسية لتكييف الاقتصاد البريطاني لتلبية الاختبارات بشكل أفضل في المستقبل. وقد استشهدت بفوائد كبيرة طويلة الأجل يمكن الحصول عليها من العضوية النهائية في الوحدة الاقتصادية والنقدية.
كان يتعين على المملكة المتحدة أيضاً تلبية معايير التحول (معايير ماستريخت) قبل السماح لها باعتماد اليورو؛ وفي ذلك الوقت كان العجز الحكومي السنوي للمملكة المتحدة إلى الناتج المحلي الإجمالي أعلى من الحد المحدد. التزمت الحكومة بإجراء الموافقة الثلاثية قبل الانضمام إلى منطقة اليورو، والتي تتضمن موافقة مجلس الوزراء والبرلمان والناخبين من خلال استفتاء شعبي.

### الاستبعاد
في عام 2007 استبعد رئيس الوزارء حينها جوردون براون العضوية قائلاً إن القرار بعدم الانضمام كان صحيحاً بالنسبة لبريطانيا وأوروبا. في ديسمبر 2008، صرح دوراو باروسو رئيس المفوضية الأوروبية لإذاعة فرنسية أن بعض الساسة البريطانيين يفكرون في هذه الخطوة بسبب تأثيرات الأزمة المالية 2007-2008. ونفى براون وجود أي تغيير في السياسة الرسمية. في فبراير 2009 قال مفوض شؤون السياسة النقدية خواكين ألمونيا "إن فرص انضمام الجنيه الإسترليني البريطاني إلى مجموعة اليورو مرتفعة".
أصدرت المملكة المتحدة تصاميم جديدة للعملات المعدنية في عام 2008 وذلك ضمن أكبر عملية إعادة تصميم للعملة الوطنية من قبل دار سك العملة الملكية منذ عام 1971 حيث تم اعتماد النظام العشري حينها. ورأت مجلة دير شبيغل الألمانية الإخبارية أن هذا بمثابة إشارة إلى أن بريطيانيا ليس لديها نية للتحول إلى اليورو في المستقبل المنظور.
في انتخابات العام 2010 زاد الديمقراطيون الليبراليون من حصتهم من الأصوات، لكنهم خسروا بعض المقاعد. كان أحد أهدافهم هو إعادة انضمام المملكة المتحدة إلى آلية سعر الصرف الأوروبية والانضمام في النهاية إلى اليورو، ولكن عندما تم تشكيل ائتلاف بين الديمقراطيين الليبراليين والمحافظين، وافق الديمقراطيون الليبراليون على أن المملكة المتحدة لن تنضم إلى اليورو خلال فترة الحكومة هذه.

### الانسحاب
بعد انتخاب حكومة ذات أغلبية محافظة في الانتخابات اللاحقة، تم إجراء استفتاء على عضوية الاتحاد الأوروبي نفسها، وكانت النتيجة لصالح الخروج من الاتحاد الأوروبي. ومنذ تنفيذ انسحاب المملكة المتحدة من الاتحاد الأوروبي أصبح تبني اليورو مستحيل عملياً. حتى لو تغيرت الحكومة أو الرأي العام، فإن موقف الاتحاد الأوروبي هو أنه لا يمكن للدول أن تتبنى اليورو إلا من خلال العضوية في الاتحاد الأوروبي.

## الاستخدام

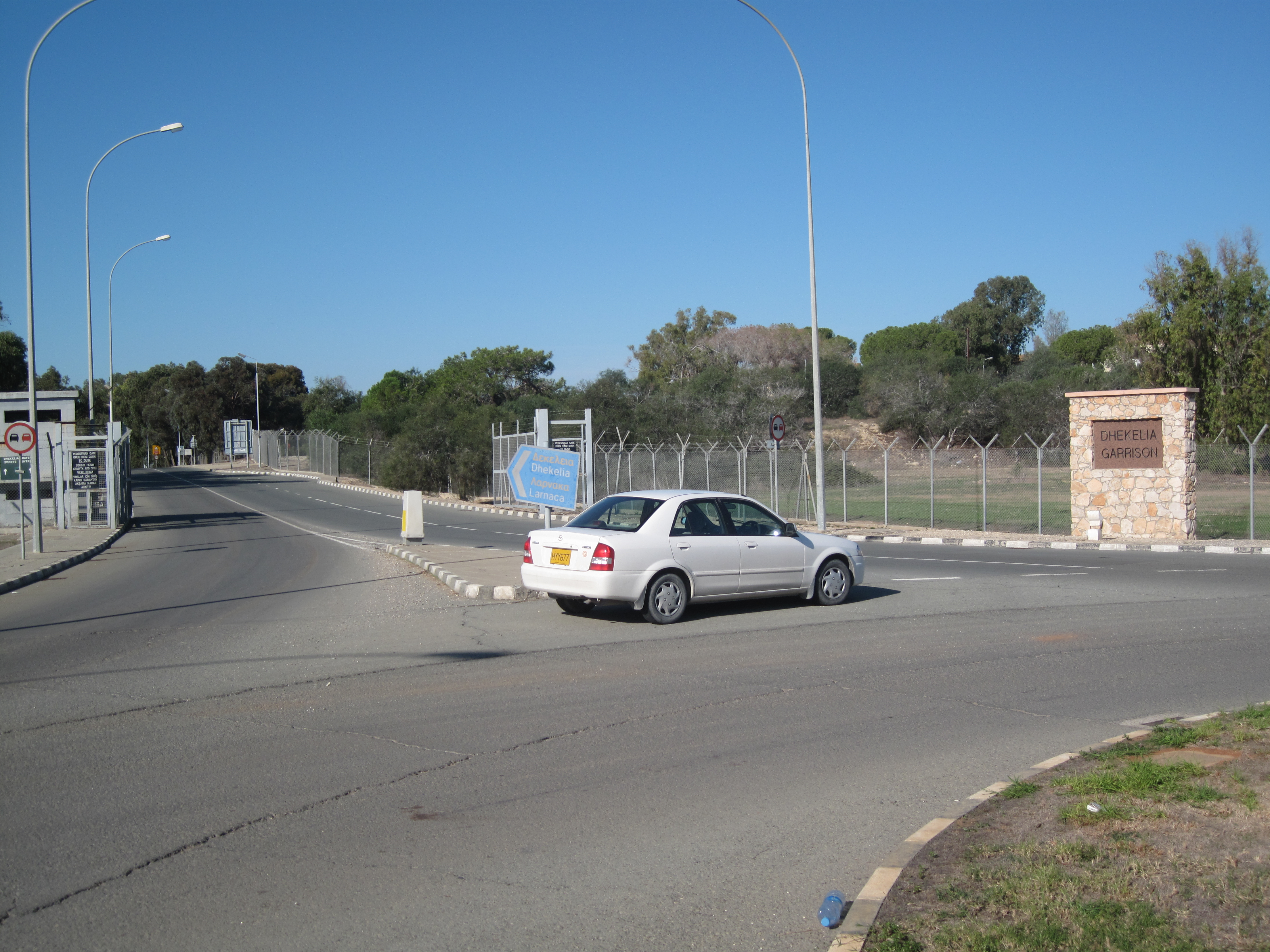
القواعد البريطانية في قبرص هي الجزء الوحيد من المملكة المتحدة الذي يستخدم اليورو رسميًا

### أكروتيري وديكيليا
قد قامت مناطق القواعد السيادية في أكروتيري وديكيليا في جزيرة قبرص باستخدام اليورو في نفس الوقت الذي قامت فيه جمهورية قبرص باستخدامه رسمياً في الأول من يناير 2008. في السابق كانوا يستخدمون الجنيه القبرصي. منذ استقلال قبرص، تنص المعاهدات على أن الأراضي البريطانية في قبرص سيكون لها نفس العملة التي تستخدمها جمهورية قبرص. هذه هي الأماكن الوحيدة الخاضعة للسيطرة البريطانية التي يعتبر اليورو فيها عملة قانونية، ولا تصدر هذه المناطق عملات يورو معدنية منفصلة. في أعقاب التصويت البريطاني على الانسحاب من الاتحاد الأوروبي في يونيو 2016، أعلن وزير خارجية قبرص يوانيس كاسوليديس أن قبرص ترغب في الاحتفاظ بامتيازات مواطني الاتحاد الأوروبي في هذه المناطق إذا انسحبت المملكة المتحدة من عضوية الاتحاد الأوروبي.

### جبل طارق
العملة المتداولة في جبل طارق هي جنيه جبل طارق، الذي تصدره حكومة جبل طارق ‏. تقبل معظم منافذ البيع بالتجزئة في جبل طارق اليورو بشكل غير رسمي على الرغم من أن بعض الهواتف العمومية والمكاتب الحكومية في جبل طارق لا تقبل التعامل باليورو.

### المقاصة
يتم في لندن تنفيذ ثلاثة أرباع إجمالي معاملات التقاص باليورو في العالم، بقيمة تصل إلى 927 مليار يورو (حسب إحصائيات عام 2017). وفي المركز الثاني من حيث الحجم تأتي باريس التي تدير 11% من عمليات المقاصة. في ضوء انسحاب المملكة المتحدة من الاتحاد الأوروبي، يدرس الاتحاد الأوروبي ما إذا كان ينبغي إجبار هذه العمليات على الانتقال من لندن إلى داخل الاتحاد الأوروبي بشكل يضمن تنظيم هذه الأنشطة من قبل البنك المركزي الأوروبي. حيث وافق الاتحاد الأوروبي على تمديد السماح لغرف المقاصة البريطانية بمواصلة خدمة العملاء في الاتحاد الأوروبي حتى 30 يونيو 2025، لكن المسؤولين يقولون إن هذا سيكون التمديد النهائي.

## سعر الصرف
صرح غوردن براون في يونيو 2003 أن أفضل سعر صرف للمملكة المتحدة للانضمام إلى اليورو سيكون حوالي 73 بنسًا لكل يورو. في 26 مايو 2003، وصل اليورو إلى 72.1 بنسًا، وهي القيمة التي لم يتم تجاوزها حتى 21 ديسمبر 2007. خلال الأشهر الأخيرة من عام 2008 انخفضت قيمة الجنيه الاسترليني بشكل كبير مقابل اليورو، حيث ارتفع سعر صرف اليورو إلى ما يزيد عن 80 بنسًا وبلغ ذروته عند 97.855 بنسًا في 29 ديسمبر 2008. ويمكن مقارنة هذا مع قيمته بين مارس وأكتوبر 2008، عندما بلغ سعر صرف اليورو نحو 78 بنساً، وقيمته التي بلغت نحو 70 بنساً بين أبريل 2003 وأغسطس 2007. مع تأثير الأزمة المالية العالمية لعام 2008 على الاقتصاد البريطاني بما في ذلك فشل البنوك وانخفاض قيم العقارات في المملكة المتحدة، صرح بعض المحللين البريطانيين أن تبني اليورو كان أفضل بكثير من أي حلول أخرى ممكنة للمشاكل الاقتصادية البريطانية. دارت بعض المناقشات في وسائل الإعلام حول إمكانية اعتماد اليورو، ففي 29 ديسمبر 2008 ذكرت هيئة الإذاعة البريطانية أن اليورو وصل إلى حوالي 97.7 بنس، وذلك بسبب التوقعات الاقتصادية السلبية. وذكر هذا التقرير أن العديد من المحللين يعتقدون أن تكافؤ السعر مع اليورو مسألة وقت لا أكثر.
في ذلك الوقت، قبلت بعض المتاجر في أيرلندا الشمالية اليورو بنفس القيمة، مما تسبب في تدفق أعداد كبيرة من المتسوقين عبر الحدود الأيرلندية. وهذا جعل بعض المتاجر تحقق النجاح الأكبر في شركتها لعدة أسابيع. ودعا أليكس سالموند وزير اسكتلندا الأول آنذاك، المزيد من الشركات الاسكتلندية إلى قبول اليورو لتشجيع السياحة من منطقة اليورو، مشيرًا إلى أن هذا يتم بالفعل من قبل منظمات مثل هيئة اسكتلندا التاريخية.
خلال عام 2009 تراوحت قيمة اليورو مقابل الجنيه الإسترليني بين 96.1 بنس في 2 يناير و84.255 بنس في 22 يونيو. في عام 2010، تراوحت قيمة اليورو مقابل الجنيه الإسترليني بين 91.140 بنسًا في 10 مارس و81.040 بنسًا في 29 يونيو. في 31 ديسمبر 2010 أغلق اليورو عند 86.075 بنسًا. وذكر تقرير في صحيفة ديلي تلجراف البريطانية أن ارتفاع قيمة اليورو تسبب في مشاكل في منطقة اليورو خارج ألمانيا.
وشهد سعر صرف اليورو تراجعاً ثابتاً إلى حد ما خلال الأعوام 2013 و2014 و2015 من 85 بنساً إلى 70 بنساً. خلال عام 2016، انخفض سعر صرف الجنيه الإسترليني مقابل العديد من العملات وبالتالي ارتفاع سعر صرف اليورو مقابل الجنيه الاسترليني، وخاصة في 24 يونيو 2016 (بسبب استفتاء الاتحاد الأوروبي) عندما ارتفع اليورو من 76 بنسًا إلى 82 بنسًا وحافظ اليورو على الارتفاع في الأيام التالية.

## اعتبارات بشأن العضوية
الدول الأعضاء في الاتحاد الأوروبي

  في منطقة اليورو
  ضمن ERM II، دون استثناء (بلغاريا)
  ضمن ERM II، بموجب استثناء (الدنمارك)
  ليست ضمن ERM II،لكن ستنضم عند تحقيق معايير التحول إلى اليورو (جمهورية التشيك ‏، المجر ‏، بولندا ‏، رومانيا ‏، والسويد ‏)

دول ليست أعضاء في الاتحاد الأوربي

  تستخدم اليورو وفق اتفاقية (أندورا، موناكو، سان مارينو، الفاتيكان وأندورا)
  تستخدام اليورو من جانب واحد (كوسوفو والجبل الأسود)

على الرغم من عضوية المملكة المتحدة الاتحاد الأوروبي قبل البريكسيت، فإن عضويتها في منطقة اليورو لم تكن ممكنة إلا إذا قررت التخلي عن الاستثناء. على مر السنين، كانت الاعتبارات المتعلقة بتأثير العضوية ذات تأثير كبير.

### الاقتصاد
يعتقد البعض أن عدم قدرة المملكة المتحدة على تحديد أسعار الفائدة الخاصة بها سيكون له آثار ضارة على اقتصادها. من إحدى الحجج أن مرونة العملة تشكل أداة حيوية في إدارة الاقتصاد، وأن الانخفاض الحاد في قيمة الجنيه الإسترليني في عام 2008 كان هو ما تحتاجه بريطانيا لإعادة التوازن إلى اقتصادها. هناك اعتراض آخر وهو أن العديد من الحكومات الأوروبية تعاني من التزامات تقاعدية كبيرة غير ممولة، وبالتالي خشي المعارضون من أن تبني بريطانيا لليورو قد يؤدي إلى فرض أعباء هذه الديون على دافعي الضرائب البريطانيين، على الرغم من أن آخرين رفضوا هذه الحجة واعتبروها حجة زائفة. إن إحدى القضايا الأساسية التي تعترض طريق الاتحاد النقدي هي الاختلاف الهيكلي بين سوق الإسكان في المملكة المتحدة وأسواق الإسكان في العديد من الدول الأوروبية.
من المرجح أن يؤدي دخول المملكة المتحدة إلى منطقة اليورو إلى زيادة التجارة مع الأعضاء الآخرين في منطقة اليورو. وقد يؤدي هذا إلى زيادة استقرار أسعار سوق الأسهم في المملكة المتحدة. وأشارت محاكاة تبني اليورو في عام 1999 إلى أنه كان من الممكن أن يكون لهذا التبني تأثير إيجابي إجمالي صغير على الناتج المحلي الإجمالي للمملكة المتحدة إذا كان الدخول قد تم بسعر صرف الجنيه الإسترليني مقابل اليورو في ذلك الوقت. مع انخفاض سعر الصرف كان من الممكن أن يكون لتبني اليورو تأثير إيجابي أكثر وضوحًا على الناتج المحلي الإجمالي للمملكة المتحدة. زعمت دراسة أجريت عام 2009 حول تأثير تبني اليورو في السنوات القادمة أن التأثير من المرجح أن يكون إيجابياً، وبالتالي زيادة استقرار اقتصاد المملكة المتحدة.
ومن الممكن أن نرى تشابهاً مثيراً للاهتمام في المناقشات التي جرت في القرن التاسع عشر بشأن إمكانية انضمام المملكة المتحدة إلى الاتحاد النقدي اللاتيني ‏.

### الرأي العام
على الرغم من تباين صيغة السؤال إلا أن الأرقام أظهرت أن أغلبية الشعب البريطاني كانت باستمرار ضد تبني اليورو.
| التاريخ           | نعم | لا  | غير متأكد | عدد المشاركين | منظم الاستبيان | المرجع |
| ----------------- | --- | --- | --------- | ------------- | -------------- | ------ |
| نوفمبر 2000       | 18% | 71% | N/A       | N/A           | بي بي سي       | [ 34 ] |
| يناير 2002        | 31% | 56% | N/A       | N/A           | بي بي سي       | [ 34 ] |
| 9–10 يونيو 2003   | 33% | 61% | 7%        | 1852          | يوجوف          | [ 35 ] |
| 10–15 فبراير 2005 | 26% | 57% | 16%       | 2103          | إبسوس موري     | [ 36 ] |
| 11–12 ديسمبر 2008 | 24% | 59% | 17%       | 2098          | يوجوف          | [ 37 ] |
| 19–21 ديسمبر 2008 | 23% | 71% | 6%        | 1000          | آي إم سي       | [ 34 ] |
| 6–9 يناير 2009    | 24% | 64% | 12%       | 2157          | يوجوف          | [ 38 ] |
| 17–18 أبريل 2010  | 21% | 65% | 14%       | 1433          | يوجوف          | [ 39 ] |
| 2–4 يوليو 2011    | 8%  | 81% | 11%       | 2002          | أغنوس ريد      | [ 40 ] |
| 9–12 أغسطس 2011   | 9%  | 85% | 6%        | 2700          | يوجوف          | [ 41 ] |
| 10 أغسطس 2012     | 6%  | 81% | 13%       | 2004          | أغنوس ريد      | [ 42 ] |
| 4-20 فبراير 2020  | 11% | 64% | 18%       | 1578          | يوجوف          | [ 43 ] |

### منطقة الاسترليني
لو انضمت المملكة المتحدة إلى منطقة اليورو، لكان ذلك قد أثر أيضاً على ملحقات التاج البريطاني وبعض الأقاليم البريطانية في الخارج التي تستخدم أيضاً الجنيه الإسترليني، أو التي لديها عملة مساوية للجنيه الإسترليني. في التبعيات التاجية، جزيرة مان وجيرسي وغيرنزي ألديرني، تشترك جميع الجنيهات في رمز ISO 4217 وهو GBP. وفي أقاليم ما وراء البحار وهي جبل طارق وجزر فوكلاند وإقليم المحيط الهندي البريطاني وسانت هيلينا، يتم تثبيت الجنيهات أيضاً بحيث يساوي 1 جنيه بالعملة المحلية يعادل 1 جنيه إسترليني. لا تمتلك الأراضي البريطانية في القارة القطبية الجنوبية وجورجيا الجنوبية وجزر ساندويتش الجنوبية عملاتها الخاصة وتستخدم الجنيه الإسترليني.
عندما اعتمدت فرنسا اليورو، فعلت ذلك أيضًا المقاطعات والأقاليم الفرنسية الخارجية التي كانت تستخدم الفرنك الفرنسي. كان للفرنك الكاريبي والفرنك الأفريقي والفرنك القمري المستخدمة في الأقاليم الخارجية وبعض البلدان الأفريقية، أسعار صرف ثابتة مع الفرنك الفرنسي، ولكنها كانت قيمة هذه العملات أقل بكثير من الفرنك الفرنسي وذلك لأسباب تاريخية مختلفة، فكل 1 فرنك فرنسي يعادل 18.2 فرنك الكاريبي أو 75 فرنك قمري أو 100 فرنك أفريقي. يرتبط الفرنك الأفريقي والفرنك القمري باليورو بأسعار صرف ثابتة مع الحفاظ على قابلية التحويل الحرة على حساب الخزانة الفرنسية بينما يرتبط الفرنك الكاريبي باليورو بسعر ثابت.
تم اقتراح أن يكون أمام أقاليم منطقة الجنيه الإسترليني، في حال اعتماد المملكة المتحدة لليورو، أربعة خيارات هي:
- الدخول إلى منطقة اليورو كدولة غير عضو في الاتحاد الأوروبي وإصدار نسخة وطنية مميزة من اليورو تماماً كما فعلت موناكو ومدينة الفاتيكان. ولم يسمح الاتحاد الأوروبي حتى الآن إلا للدول ذات السيادة باعتماد هذا النهج. كما طالبت بأن يتم إبرام اتفاقيات نقدية بين الدول غير الأعضاء في الاتحاد الأوروبي التي ترغب في إصدار عملات يورو معدنية خاصة بها، ومنعت أندورا من إصدار عملاتها المعدنية الخاصة حتى يتم توقيع الاتفاق. وذكر الاتحاد الأوروبي أن مثل هذه الاتفاقيات يجب أن تتضمن الالتزام بالتنظيم المصرفي والمالي في الاتحاد الأوروبي.
- استخدم عملات اليورو القياسية التي ستصدرها المملكة المتحدة ودول منطقة اليورو الأخرى. وقد يرى البعض أن هذا بمثابة خسارة لرمز مهم من رموز الاستقلال.
- الحفاظ على عملتهم الحالية، ولكن ربطها بسعر ثابت مع اليورو. إن الحفاظ على سعر ثابت للعملة في مواجهة المضاربين قد يكون مكلفاً للغاية، كما وجدت المملكة المتحدة يوم الأربعاء الأسود.
- اعتماد عملة حرة التعويم، أو عملة مرتبطة بعملة أخرى، كما ألمحت حكومة جيرسي.

كان وضع جبل طارق مختلفاً، إذ يقع ضمن الاتحاد الأوروبي كجزء من عضوية المملكة المتحدة. لو كانت المملكة المتحدة قد اعتمدت اليورو، فربما لم يكن من الممكن لها الحصول على استثناء أو ما إذا كانت ستجري استفتاء منفصلا.

#### جزيرة مان
كان موقف حكومة جزيرة مان هو أنه إذا قررت المملكة المتحدة المشاركة في اليورو، فمن المرجح أن تختار جزيرة مان (التي لديها عملتها الخاصة جنيه منكس) المشاركة أيضاً. أصدر تاينوالد قانون العملة لعام 1992 كجزء من الاستعدادات للحدث في حال قررت المملكة المتحدة اعتماد اليورو. وفي مثل هذا السيناريو، رغبت جزيرة مان في الاحتفاظ بحقها في إصدار عملتها الخاصة، معتبرة ذلك بمثابة بيان مهم بالاستقلال. كما أن الاحتفاظ بالعملة المعدنية الخاصة بالجزيرة يمكّن خزانة جزيرة مان من الاستمرار في الاستفادة من استحقاق الفائدة على الأموال المصدرة (ريع سك العملة). يسمح قانون العملة بإصدار عملة يورو مانكس المعدنية على قدم المساواة مع اليورو، ويشار إليها باسم "اليورو البديل"، والتي تحمل نقش جزيرة مان على الجانب الأمامي من العملات المعدنية. كان من شأن هذا الاقتراح أن يؤدي أساسًا إلى استبدال "الجنيه الإسترليني البديل" بـ "اليورو البديل"، حيث كان من الممكن أن يعملا بالطريقة نفسها. تم تصميم إصدارات مانكس من العملات المعدنية والأوراق النقدية الأوروبية. ورغم أن الاتحاد الأوروبي ليس ملزماً بقبول رغبة جزيرة مان في تقديم نسخة خاصة بها من اليورو، فإن جزيرة مان قد تتمكن من تقديم عملة مرتبطة باليورو (على غرار وضعها الآن في مواجهة الجنيه الإسترليني، أو العلاقة بين اليورو والليف البلغاري). لا توجد سابقة لإصدارات وطنية متباينة، باستثناء تخصيص الجانب الوطني من عملات اليورو بنفس الطريقة التي اتبعتها الدول الأعضاء الأخرى في منطقة اليورو.

### الأوراق النقدية
تصدر بعض بنوك القطاع الخاص في اسكتلندا وأيرلندا الشمالية أوراق نقدية بتصميمها الخاص. عدل قانون البنوك لعام 2008  حقوق البنوك الاسكتلندية والأيرلندية الشمالية في إنتاج الأوراق النقدية. لا ينطبق هذا في ويلز التي تستخدم العملات الورقية لبنك إنجلترا.
ضمن الاستعداد لطرح عملات اليورو الورقية والمعدنية في نوفمبر 1999 لمختلف أنحاء منطقة اليورو، أعلن البنك المركزي الأوروبي حظراً تاماً على إصدار الأوراق النقدية من قبل الكيانات التي لا تعتبر بنوك مركزية وطنية فيما يطلق عليه "الحماية القانونية للأوراق النقدية في الدول الأعضاء في الاتحاد الأوروبي". إن التحول من الجنيه الإسترليني إلى اليورو كان من شأنه أن ينهي تداول الأوراق النقدية دون الوطنية، ولذك لكون جميع الأوراق النقدية باليورو من فئة معينة لها تصميم متطابق. ومع ذلك، وبما أن التنوع الوطني هو شرط أساسي لعملات اليورو، فقد كان من الممكن أن يظل لدى لدار السك الملكية خيار دمج رموز مكونات المملكة المتحدة في تصميماتها للجوانب الوطنية البريطانية لعملات اليورو.